# 斯平德里弗特海崖
69°35′S 68°2′W / 69.583°S 68.033°W
斯平德里弗特海崖（英語：Spindrift Bluff），是南極洲的海崖，位於帕爾默地西北部，處於米斯特拉爾嶺以南，由英國南極名稱諮詢委員會命名，現時由南極條約體系管理。